# Кирпичникова Анастасія Дмитрівна
Анастасія Дмитрівна Кирпичникова (фр. Anastasiia Kirpichnikova, рос. Анастасия Дмитриевна Кирпичникова; нар. 24 червня 2000) — французька плавчиня російського походження, срібна призерка Олімпійських ігор. До квітня 2023 року представляла Росію.